# Schlichting (Familienname)
Schlichting ist ein deutscher Familienname.

## Herkunft und Bedeutung
Schlichting ist ein Berufsname (für einen Streitschlichter, Schiedsrichter) bzw. ein Herkunftsname nach dem Orten Schlichting.

## Namensträger
- Almut Schlichting (* 1977), deutsche Jazzmusikerin
- August Constantin von Schlichting (1705–1779), preußischer Landrat
- Carl Schlichting-Carlsen (1852–1903), dänischer Maler
- Christoph Schlichting (* 1995), deutscher Handballspieler
- Claire Schlichting (1905–1978), deutsche Komikerin
- Dirk Schlichting (* 1965), deutscher Künstler
- Eduard von Schlichting (1794–1874), preußischer General der Infanterie und Direktor der Kriegsakademie
- Emil Rohd Schlichting (* 2004), dänischer Fußballspieler
- Ernst Schlichting (1923–1988), deutscher Bodenkundler
- Ernst Hermann Schlichting (1812–1890), deutschbaltischer Maler und Lithograf
- Gerhard Schlichting (* 1944), deutscher Jurist und Richter am Bundesgerichtshof
- Günter Schlichting-von Rönn (1914–1976), deutscher Politiker (CDU)
- Hans-Joachim Schlichting (* 1946), deutscher Physiker und Hochschullehrer
- Hedwig von Schlichting (1861–1924), deutsche Krankenschwester, Gründerin eines Schwesternvereins und Oberin eines Krankenhauses
- Herbert Günther Schlichting (1925–2001), deutscher Schauspieler, Komiker und Conférencier, siehe Jonny Buchardt
- Hermann Schlichting (1907–1982), deutscher Strömungsmechaniker
- Hermann Schlichting (Schriftsteller) (1860–1931), deutscher Redakteur und Heimatschriftsteller
- Ilme Schlichting (* 1960), deutsche Biophysikerin
- Jens Schlichting (* 1966), deutscher Pianist, Pädagoge, Komponist, Veranstalter und Verleger
- Joachim Schlichting (1914–1982), deutscher Major
- Johann Balthasar von Schlichting (1745–1809), preußischer Landrat und Landesdirektor
- Johann Daniel Schlichting (1705–1770), deutscher Mediziner
- Jonas Schlichting (1592–1661), Theologe und führender Vertreter des polnischen Unitarismus
- Josefine Schlichting (* 2003), deutsche Fußballspielerin
- Julius Schlichting (1835–1894), deutscher Wasserbauingenieur und Hochschullehrer
- Jutta Schlichting (1927–1997), deutsche Grafikerin
- Käthe Schlichting (1903–1944), deutsche Sozialdemokratin und Widerstandskämpferin gegen den Nationalsozialismus, siehe Käthe Tennigkeit
- Kurt Fürchtegott Georg von Schlichting (1751–1823), königlich preußischer Generalmajor
- Lars Schlichting (* 1982), deutscher Fußballspieler
- Magnus Schlichting (1850–1919), deutscher Architekt
- Marcus Schlichting (1804–1875), deutscher Lehrer und Politiker
- Max Schlichting (1866–1937), deutscher Maler
- Max Anton Schlichting (1907–1945), Opfer der NS-Justiz, siehe Liste der Stolpersteine in Hamburg-Bergedorf
- Maximilian von Schlichting (1845–1917), deutscher Gutsbesitzer, Major und Mitglied des preußischen Herrenhauses auf Lebenszeit
- Rudolf von Schlichting-Bukowiec (1816–1894), deutscher Gutsbesitzer und Mitglied des preußischen Herrenhauses auf Lebenszeit
- Samuel von Schlichting (1682–1751), königlich preußischer Generalleutnant
- Sandra Schlichting (* 1972), deutsche Malerin
- Siegmund Schlichting (1853–1924), deutscher Komponist
- Sigismund von Schlichting (1829–1909), preußischer General und Militärhistoriker
- Susanne Schlichting (* 1939), deutsche Juristin, Richterin und Gerichtspräsidentin
- Theodorus Schlichting (um 1680–1746), deutscher Hofbildhauer und Wassermüller
- Waldemar Schlichting (1896–1970), deutscher Marinemaler
- Werner Schlichting (1904–1996), deutsch-österreichischer Szenenbildner/Filmarchitekt